# Maadd
Maaad fou un nom col·lectiu per les tribus àrabs del nord d'Aràbia.
Segons la genealogia habitual Maadd era fill d'Adnan i el pare de Nizar que va tenir tres fills: Mudar, Iyad i Rabia que van poblar el Diyar Mudar, Diyar Rabia i la Djazira. Els àrabs del nord es consideren en general descendents dels Banu Mudar i dels Banu Rabia.